# Wasserturm Eiberg
Der Wasserturm Eiberg war ein Wasserturm an der Sandkuhle 1 im Südwesten Bochums.

## Geschichte
Der Turm wurde 1913 in der Gemeinde Eiberg errichtet. Er befand sich auf 129 m und war 21,50 m hoch. Er versorgte die ehemaligen Gemeinden Linden, Dahlhausen, Höntrop, Eiberg, Horst, Freisenbruch und Königssteele mit Trinkwasser. Die Gelsenwasser AG ließ den Turm in den Jahren 1972 bis 1973 abreißen.
Am 13. September 2013 wurde eine Gedenktafel aufgestellt.